# Celidota subfasciata
Celidota subfasciata är en skalbaggsart som beskrevs av Leon Fairmaire 1901. Celidota subfasciata ingår i släktet Celidota och familjen Cetoniidae. Inga underarter finns listade.